# ラプソディ第2番 (バルトーク)
ラプソディ第2番 Sz. 89、90、BB96は、バルトーク・ベーラがヴァイオリンとピアノのために作曲し、後に管弦楽伴奏に編曲した楽曲。作曲は1928年で管弦楽編曲は1929年に行われた。管弦楽伴奏版は1935年に、またピアノ伴奏版は1945年に改訂されている。曲は1937年に結成2年目のハンガリー四重奏団で第1ヴァイオリンを務めることになったセーケイ・ゾルターンへと献呈された。

## 概要
第1番とこの第2番のラプソディは委嘱によらないバルトークの純粋に個人的な理由で書かれたものであるらしく、2作品の存在はいずれも書き上がるまで誰にも知らされなかった。セーケイによると、1928年のある日バルトークと会った彼は、ちょっとした会話の後で突然サプライズがあると告げられたのだという。2つのラプソディの原稿が出来上がっていて、まだ誰にも見せたことがないというのである。「ひとつは貴方のため、もうひとつはシゲティのためです。」とバルトークは言った。「献呈して欲しい方を選んで構いませんよ。」セーケイは第2番のラプソディを選んだ。
2つのラプソディは農夫の歌を素材とした作曲法の好例となっている。これはバルトークの述べるところでは、既存の旋律をとってそこへ伴奏に加えて導入部や終結部を付け足すなどするのであるが、新しく作曲された箇所は目立たせるべき民謡素材と決して競合することのないよう、副次的役割へ厳に抑え込まれる。
ラプソディは緩-急（lassú—friss）の楽章が対になった人気の高いハンガリーのダンス音楽ヴェルブンコシュを用いているが、1904年のピアノのためのラプソディがこの先例となっているほか、後の1938年に『コントラスツ』の第1楽章で再び採用することになる。作曲者自身により両ラプソディの各楽章は独立に演奏してもよいとされている。急速な第2楽章だけでなく、より厳粛な緩徐楽章にもそれは適用される。

## 楽曲構成

### 第1楽章
開始部の「lassú」楽章では3つの主題がロンド形式もしくは5つの部分からなる歌曲形式（ABACA）で並べられている。主な調性はニ短調であるが、5度の音階が強調されることにより一種のイ調のフリギア旋法であるかのように思わせる。楽章はイ調のカデンツで閉じられ、「少し休んで次の楽章へ続く」（Fermata breve, poi attacca）ように指示されている。

### 第2楽章
ラプソディ第1番と同じく、続く「friss」楽章は7つの民謡由来の主題が数珠つなぎの様に形式ばらずにまとめられている。主題のうち6つはトランシルヴァニア地方のジプシーによるフィドル舞曲で、残るひとつ（5番目の「Uvevanẙi」）はマラマロシュ地方、Szeklenceのルーシ人の舞曲から採られている。これらの7つの舞曲が様々な速いテンポで13の部分に分けられ、無窮動風に提示されるような印象を与える。楽章はト調で開始するものの主としてニ調に根差しており、二調で終結する。バルトークは1929年に出版された初版の結尾部に不満を持っていたらしく、7種類もの差し替え版を作成した後、そのうちのひとつを最終版として出版している。